# 伊琳娜·亚罗瓦娅
伊琳娜·阿纳托利耶芙娜·亚罗瓦娅（羅馬化：Irina Anatol'yevna Yarovaya；1966年10月17日—），婚前姓氏切尔尼亚霍夫斯卡娅，是俄罗斯政治人物，统一俄罗斯党国家杜马副主席和该党总委员会成员。
亚罗瓦娅通常被认为是反动分子，因为她发起了以国家安全为名限制公民自由的法律，即“亚罗娃亚法”。她被指控制定了可能与俄罗斯宪法相抵触的低质量法案。

## 制裁
亚罗瓦娅于2022年因俄乌战争而受到英国政府制裁。